# Eulate
Eulate es un lugar y un municipio español de la Comunidad Foral de Navarra, situado en la Merindad de Estella, en la comarca de Estella Oriental, en el valle de Améscoa y a 70 km de la capital de la comunidad, Pamplona. Su población en 2024 fue de 271 habitantes (INE). La extensión del municipio es de 10,38 km² por lo que la densidad poblacional es de 26,11 hab./km². Pertenece al partido judicial de Estella. 
Situado al pie de la sierra de Urbasa, a una altitud de 729 m s. n. m., es un pequeño municipio eminentemente rural conformado por tres barrios, el principal, nucleado por la iglesia parroquial y denominado Mediobarrio, y los de Copalacio y Gonea. 
La sierra de Urbasa da lugar a amplios prados idóneos para la dedicación ganadera, en especial para el ganado ovino desarrollándose en el pueblo una producción de queso de oveja de calidad con la denominación de origen Idiazábal.
Fue un antiguo lugar de señorío de realengo y perteneció al municipio de Améscoa Alta hasta que en 1846 se separa del mismo y se constituye como municipio independiente.
Apellidos originarios de Eulate se encuentran; los Pérez de Eulate, los García de Eulate y los Álvarez de Eulate. Cabe destacar a Martín Pérez de Eulate, quién fue Mazonero Mayor del Reino de Navarra y quién dirigió la construcción del Palacio de Olite entre 1389 y 1415.
Eulate cuenta con un bonito palacio (actualmente en ruina) que data del siglo XVI, lugar donde residió Martín Pérez de Eulate.

## Toponimia
La etimología de Eulate puede tener su origen en los términos éuscaros euli, que significa "mosca", y ate, que se traduce como "puerta" o "portillo", por lo que significaría "puerta o portillo de moscas". Popularmente se ha traducido como pastizal y helechal.
A lo largo de la historia, tal y como se recoge en el Nomenclátor Euskérico de Navarra (NEN), el nombre de la localidad se ha escrito de diferentes formas: "Heulate" en el año 1066, sobre el año 1100 aparece el término "Eulate", en el año 1280 "Elate", en 1561 "Hehulate" o en 1336 como "Heullate".
El gentilicio de Eulate es euletarra aplicable tanto al masculino como al femenino.

## Símbolos

### Escudo
El escudo de armas del lugar de Eulate tiene el siguiente blasón:

Trae de gules y una espada de oro cruzada en sotuer con un bastón de mando del mismo metal. Por timbre una corona abierta.

Este es el escudo del valle de Améscoa Alta y de cada uno de los tres pueblos que lo integra. La espada simboliza la justicia y el bastón el libre nombramiento que de sus alcaldes se hacía.

## Geografía

Ubicación de municipio de Eulate en Navarra

la localidad de Eulate está se sitúa en la parte occidental de la Comunidad Foral de Navarra, cerca del límite con Álava, en el Valle de Améscoa, al pie de la sierra de Urbasa y cerca de la de Santiago de Lóquiz. Su término municipal —que se extiende principalmente hacia el sur de la localidad ya que esta su ubica al norte del término— tiene una superficie de 10,38 km², un perímetro de 15,1 km.
Limita al norte con el monte Limitaciones (monte común de las Améscoas en la sierra de Urbasa), al este con el municipio de Améscoa Baja, al sur con la sierra de Santiago de Lóquiz y al oeste con el municipio de Aranarache.
Ubicación: Por el Norte, el monte común de las Améscoas (sierra de Urbasa); por el oeste: Aranarache; por el este: Améscoa Baja; y por el sur: la sierra de Santiago de Lóquiz y la Améscoa Baja.

### Relieve e hidrología
Su término está rodeado de elevaciones y quebradas que se van haciendo más y más abruptas hacia el norte según se acerca a las sierras y está formado por tres unidades geomorfológicas: El escarpe del sur de la sierra de Urbasa, donde se alcanza la cota máxima de altitud a 1.008 m s. n. m. y cuyo suelo está formado por calizas pertenecientes a los periodos del Cretácico Superior y Paleoceno; un talud suavemente inclinado que se orienta de norte a sur hacia el río Uyarra, el cual está compuesto por grandes bloques de caliza desprendidos del escarpe antes mencionado; y un modelado compuesto por margas y margocalizas pertenecientes al mismo periodo.
río Uyarra de curso encajado y meandriforme, es un afluente del Urederra y se enriquece de los torrentes que bajan de la sierra. Este río es el más importante del municipio que además cuenta con varias fuentes, arroyos y barrancos

### Clima
Dentro del municipio se podrían distinguir varias zonas climáticas condicionadas por la altitud y la orientación de las laderas La mayor parte de la zona es de tipo atlántico que se caracteriza por ser templado con veranos frescos y precipitaciones bien repartidas a lo largo del año sin que exista un periodo de aridez estival; y subatlántico en las zonas más elevadas mientras que en las más bajas y las zonas orientadas a levante es de tipo submediterráneo. La temperatura media anual está entre los 8° y 10 °C, El índice anual de precipitaciones está entre lo 1.000 y 1400 mm, registrándose al año entre 100-140 días lluviosos y la evapotranspiración potencial está entre los 600 y 650 mm.
La estación meteorológica más cercana a la localidad es la Estación Manual de Urbasa propiedad del Gobierno de Navarra y ubicada a un altitud de 887 m s. n. m. y a 12,55 km de distancia lineal de Eulate. En esta estación se han registrado los siguientes valores entre 1987, fecha de su puesta en funcionamiento y 2009.
| Parámetros climáticos promedio de Estación Manual de Urbasa (1987-2009) 42°49′33.6515″N 2°09′56.3566″O / 42.826014306, -2.165654611 | Parámetros climáticos promedio de Estación Manual de Urbasa (1987-2009) 42°49′33.6515″N 2°09′56.3566″O / 42.826014306, -2.165654611 | Parámetros climáticos promedio de Estación Manual de Urbasa (1987-2009) 42°49′33.6515″N 2°09′56.3566″O / 42.826014306, -2.165654611 | Parámetros climáticos promedio de Estación Manual de Urbasa (1987-2009) 42°49′33.6515″N 2°09′56.3566″O / 42.826014306, -2.165654611 | Parámetros climáticos promedio de Estación Manual de Urbasa (1987-2009) 42°49′33.6515″N 2°09′56.3566″O / 42.826014306, -2.165654611 | Parámetros climáticos promedio de Estación Manual de Urbasa (1987-2009) 42°49′33.6515″N 2°09′56.3566″O / 42.826014306, -2.165654611 | Parámetros climáticos promedio de Estación Manual de Urbasa (1987-2009) 42°49′33.6515″N 2°09′56.3566″O / 42.826014306, -2.165654611 | Parámetros climáticos promedio de Estación Manual de Urbasa (1987-2009) 42°49′33.6515″N 2°09′56.3566″O / 42.826014306, -2.165654611 | Parámetros climáticos promedio de Estación Manual de Urbasa (1987-2009) 42°49′33.6515″N 2°09′56.3566″O / 42.826014306, -2.165654611 | Parámetros climáticos promedio de Estación Manual de Urbasa (1987-2009) 42°49′33.6515″N 2°09′56.3566″O / 42.826014306, -2.165654611 | Parámetros climáticos promedio de Estación Manual de Urbasa (1987-2009) 42°49′33.6515″N 2°09′56.3566″O / 42.826014306, -2.165654611 | Parámetros climáticos promedio de Estación Manual de Urbasa (1987-2009) 42°49′33.6515″N 2°09′56.3566″O / 42.826014306, -2.165654611 | Parámetros climáticos promedio de Estación Manual de Urbasa (1987-2009) 42°49′33.6515″N 2°09′56.3566″O / 42.826014306, -2.165654611 | Parámetros climáticos promedio de Estación Manual de Urbasa (1987-2009) 42°49′33.6515″N 2°09′56.3566″O / 42.826014306, -2.165654611 |
| Mes | Ene. | Feb. | Mar. | Abr. | May. | Jun. | Jul. | Ago. | Sep. | Oct. | Nov. | Dic. | Anual |
| --- | --- | --- | --- | --- | --- | --- | --- | --- | --- | --- | --- | --- | --- |
| Temp. máx. abs. (°C) | 16.0 | 20.0 | 23.0 | 26.0 | 31.0 | 35.0 | 35.0 | 36.0 | 35.0 | 26.0 | 22.0 | 18.0 | 36.0 |
| Temp. máx. media (°C) | 6.6 | 7.8 | 10.9 | 11.9 | 16.9 | 20.3 | 22.8 | 23.3 | 19.0 | 14.6 | 9.6 | 6.9 | 14.2 |
| Temp. media (°C) | 3.3 | 3.8 | 6.3 | 7.5 | 11.7 | 14.7 | 16.9 | 17.4 | 13.9 | 10.5 | 6.2 | 3.8 | 9.7 |
| Temp. mín. media (°C) | -0.1 | -0.2 | 1.7 | 3.0 | 6.4 | 9.1 | 11.1 | 11.5 | 8.8 | 6.4 | 2.7 | 0.7 | 5.1 |
| Temp. mín. abs. (°C) | -9.2 | -7.8 | -6.2 | -2.9 | -0.4 | 3.0 | 4.6 | 4.6 | 1.3 | -1.9 | -6.1 | -7.8 | -2.4 |
| Precipitación total (mm) | 117.3 | 110.0 | 128.6 | 168.9 | 113.5 | 72.5 | 40.6 | 43.5 | 78.3 | 132.7 | 167.7 | 158.2 | 1331.8 |
| Días de precipitaciones (≥ ) | 9.1 | 8.0 | 8.5 | 13.7 | 10.6 | 7.1 | 5.5 | 5.6 | 8.6 | 11.5 | 11.8 | 11.4 | 111.5 |
| Fuente: Gobierno de Navarra | | | | | | | | | | | | | |

### Flora y fauna
Eulate está dentro de la región biogeográfica Cántabro-Atlántica, donde la especie forestal más abundante en la cotas altas es el haya y en las más bajas el roble. En la sierra de Santiago de Lóquiz estaría el límite con la región Mediterránea donde abundan los quejigos (en las zonas más septentrionales) y carrasca.
La superficie forestal del municipio está principalmente compuesta por robles y quejigos cuya área suma actualmente 652 ha. y aproximadamente en la mitad de la misma se mezclan los robles con hayas.

## Historia

### Edad Media
El nombre de Eulate aparece en varios legados en el siglo XI y XII (años 1066, 1069, 1099 y 1122) como en el censo del señor Veila Veilaz que dejó sus bienes al monasterio de Irache. Luego se menciona en el "Fuero de Intzura" en el año 1201. Durante el siglo XIII aparece de nuevo en 1257 en la lista de pueblos adscritos a la diócesis de Calahorra y en el pacto con Salvatierra en 1293. También hay mención real en 1336 y en 1498.
Fue un lugar de señorío de realengo y en el año 1280 su pecha anual era de 10 dineros, 25 cahices de trigo, cebada y avena.
Su situación en el límite del Reino de Navarra le permitió tener aduana entre los siglos XIV y XVII.
El linaje de Eulate, procedente del palacio de Eulate fue de importancia en el Reino de Navarra. La figura más relevante fue la de Martín Pérez de Eulate que fue mazonero mayor del Reino de Navarra y responsable de la construcción del palacio de Olite.

### Edad Moderna
La Edad Moderna empieza con la conquista (1512) e incorporación el Reino de Navarra a la corona de Castilla (1515). Una de las consecuencias fue que los que hasta entonces fue conocido como valle de Arana a partir del siglo XVI se empieza a conocer como las Améscoa o Amécoas para diferenciarse del vecino valle alavés de igual nombre.

### Edad Contemporánea
Durante la Guerra de la Independencia fue sede del cuartel general y del hospital militar de la División de Navarra entre los años 1812 y 1813.
El 28 de abril de 1835 el general carlista Tomás de Zumalacárregui firmó en esta localidad, donde tenía su cuartel general, el pacto de Lord Elliott sobre el trato dado a los prisioneros de guerra, que fue después ratificado en Logroño por Valdés.
Eulate perteneció junto con Larraona y Aranarache al municipio de Améscoa Alta hasta el año 1846 en se separó de este para conformar un municipio propio.
Durante el siglo XIX y el XX el sentir político de la población de Eulate siempre ha estado ligado al conservadurismo. En las elecciones celebradas a finales del siglo XIX y principios del XX fueron los partidos Carlista, Conservador y Fuerista los que más votos obtenían. Se mantuvo el sentir conservador y fuerista en la república y en la época democrática posfranquista.
Pocas semanas después de empezar la guerra civil, el 7 de septiembre de 1936, dos vecinos de la localidad fueron asesinados y arrojados a la Sima del Raso en la sierra de Urbasa. Se trataba de Balbino García de Albizu Usarbarrena, guarda forestal natural de Eulate, de 58 años, y de Gregorio García Larrambebere, natural de Muneta pero vecino de Eulate. Ambos eran afiliados a la UGT. Sus cuerpos fueron exhumados en 2013.

## Demografía
Eulate cuenta con una población de 271 habitantes (INE 2024).
| Gráfica de evolución demográfica de Eulate entre 1842 y 2021                                                        |
| |
| Población de derecho según los censos de población del INE Población de hecho según los censos de población del INE |

#### Pirámide de población
Los datos de la pirámide de población de 2011 se pueden resumir así:
- La población menor de 20 años es el 11,54 % del total.
- La comprendida entre 20-40 años es el 21,89 %.
- La comprendida entre 40-60 años es el 31,07 %.
- La mayor de 60 años es el 35,21 %.

## Administración y política
Eulate conforma un municipio el cual está gobernado por un ayuntamiento de gestión democrática desde 1979, formado por 7 miembros elegidos en las elecciones municipales según está dispuesto en la Ley Orgánica del Régimen Electoral General. La sede del consistorio está situada en la calle Medio Barrio, n.º 1 de la localidad de Eulate.
En las 2011 con un censo de 301 electores, participaron un total de 189 votantes (62,79%) lo que da una abstención de 112 (37,21). De los votos emitidos 8 fueron nulos (4,23%) y 8 fueron en blanco (4,42%). La única formación que concurrió en las mismas fue la Agrupación Electoral Eulate (AEE) que obtuvo 173 votos (95,58 % de los votos válidos) y los 7 concejales con que cuenta el consistorio.
En la sesión constitutiva que tuvo lugar el 11 de junio fue reelegido como alcalde Juan Ignacio Ruiz de Larramendi. 
| Partido político                  | 2011  | 2011  | 2011       | 2007  | 2007 | 2007       |
| Partido político                  | Votos | %     | Concejales | Votos | %    | Concejales |
| Agrupación Electoral Eulate (AEE) | 173   | 95,58 | 7          | 184   |      | 7          |

| Mandato   | Nombre del alcalde              | Partido político |
| --------- | ------------------------------- | ---------------- |
| 1979-1983 |                                 |                  |
| 1983-1987 |                                 |                  |
| 1987-1991 |                                 |                  |
| 1991-1995 |                                 |                  |
| 1995-1999 |                                 |                  |
| 1999-2003 |                                 |                  |
| 2003-2007 |                                 |                  |
| 2007-2011 | Juan Ignacio Ruiz de Larramendi | A.E. Eulate      |
| 2011-     | Juan Ignacio Ruiz de Larramendi | A.E. Eulate      |

## Economía
Las actividades económicas de los pobladores de Eulate están relacionadas principalmente con el sector primario, en especial con la agricultura y la ganadería. El sector industrial y de servicios es muy débil estando estructurado para atender las necesidades básicas de la población.
Muchos habitantes de Eulate trabajan en la industria y servicios de otras poblaciones de la comarca, en especial de su capital, Estella.

### Sector primario
La agricultura y la ganadería son las actividades principales del municipio y su motor económico. A finales del siglo XX había 88 explotaciones agrícolas que ocupaban unas 2050 ha con una distribución de 252,54 ha de secano, 1,28 ha de regadío y 546 ha de superficie forestal.
La ganadería es una actividad muy relevante y junto a ella la fabricación de quesos Idiazábal. Esta actividad está basada en los abundantes pastos que proporciona la sierra de Urbasa.
La actividad forestal también tiene cierta importancia, aunque mejor que la agricultura y ganadería.

### Sector secundario
El sector secundario muy limitado, hay una fábrica de sillas.

### Sector servicios
El sector de servicios también está limitado a cubrir las necesidades básicas de la población, siendo las localidades vecinas y en especial Estella donde se ubican los servicios principales. La hostelería, restaurantes y establecimientos de turismos rural, tiene cierta importancia en la actividad económica de Eulate.

## Servicios

### Educación
El colegio público las Amescoas situado en la localidad de Zudaire y el municipio de Améscoa Baja es el colegio de todo el valle de Améscoa y en él se imparte educación infantil (3 a 5 años), primaria y ESO en los modelos educativos G (solo castellano) y A (castellano con euskera como asignatura).

### Sanidad
Atención primaria
El municipio de Eulate pertenece al Área III de Salud de (Estella) y la zona básica de salud de Ancín-Améscoa la cual comprende los municipios de: Eulate, Allín, Nazar, Olejua, Lana, Metauten, Mirafuentes, Oco, Larraona, Murieta, Piedramillera, Legaria, Aranarache, Ancín, Sorlada, Abáigar, Améscoa Baja, Mendaza, Etayo y Zúñiga. Esta zona cuenta con un centro de salud situado en la localidad de Ancín.
Dentro del municipio existe un consultorio local en la localidad de Eulate.
Atención hospitalaria
El municipio pertenece al área de Estella en donde se cuenta con 1 hospital general de ámbito comarcal, El Hospital García Orcoyen situado en Estella y un centro de salud mental también situado en Estella.

### Transportes y comunicaciones
El municipio de Eulate está comunicado mediante la carretera NA-7130 y la A-2128, cruzando el Puerto de Opacua, con Salvatierra donde se une a una de las principales rutas de comunicación de España, la autovía del Norte A-1. También en Salvatierra tiene Eulate la estación de ferrocarril más próxima, la de la línea de RENFE Madrid - Irún.
Los servicios de aeropuerto y puerto los presta bien el aeropuerto de Noáin o el aeropuerto de Vitoria el puerto más cercano es el puerto de Bilbao.

#### Red viaria
La carretera que cruza el municipio y une sus tres barrios es la NA-7130 que a la vez comunican Eulate con los pueblos vecinos de San Martín de Améscoa al oeste y Aranarache y Larraona al este. Esta ruta, que en la parte alavesa cruzando el puerto de Opacua, se une la A-1 en Salvatierra también llega a Barindano donde se une a la NA-718 que llega a Estella, capital de la Merindad.
Eulate dista de Estella 25 km, de Pamplona, capital de Navarra, 75 km y de Vitoria, capital de Álava, 50 km.

#### Transporte interurbano
La compañía de autobuses, «Automóviles Urederra» tiene una línea de autobús entre la localidad de Eulate y la de Estella con dos servicios diarios de lunes a sábado. En su trayecto tiene paradas en las siguientes localidades: Larraona, Aranarache, Eulate, Zudaire, Baríndano, Echávarri y Estella.

## Patrimonio

### Monumentos religiosos
Del patrimonio religioso presente en la localidad se podría destacar:
- Iglesia parroquial de San Martín es una construcción del siglo XVI, muy transformada en el siglo XVIII. De la edificación primitiva solo se conserva la planta y parte de los alzados.

- Cruz del Humilladero, un crucero de estilo gótico flamígero de principios del siglo XVI bajo templete de sillería del mismo período.

Hay en el municipio tres ermitas; la de San Juan, la de San Eloy, y la de Santas Nunila y Alodia.

### Monumentos civiles
En la localidad existen numerosas casas antiguas con escudos nobiliarios en la fachada datadas de los siglos XVI y XVII. Hay una fuente del siglo XVI y el edificio conocido como la Villa Madrid, una construcción ecléctica de finales del siglo XIX. El monumento más relevante es el
Palacio del Cabo de Armería que perteneció a los Álvarez de Eulate, fue edificado en el siglo XVI y ahora se encuentra en ruinas. Consta de dos torreones cilíndricos, en uno de los cuales se abre una ventana adintelada.

## Cultura

### Lengua
El castellano es la lengua principal usada en el municipio el cual estaba inicialmente adscrito a la zona no vascófona por la Ley Foral 18/1986. En junio de 2017 el Parlamento navarro aprobó el paso de Eulate a la Zona mixta de Navarra mediante la Ley foral 9/2017.
En 1587 figuraba como pueblo denominado "vascongado" y el 1778 también hay referencia de que se hablaba el euskera. Cuando Luciano Bonaparte realizó su mapa lingüístico en 1863 ya el vasco se había perdido.

### Fiestas y eventos
Las fiestas patronales de la localidad son en honor San Pedro y se celebran el último fin de semana del mes de junio. En torno al 20 de noviembre se celebran las "fiestas de invierno". Las semanas anteriores a las fiestas patronales se realizan las romerías a las ermitas de San Juan, San Adrián, Santas Nunilo y Alodia y San Eloy.

## Personas destacadas
- Martín Pérez de Eulate (¿? - ¿?) más conocido como Martín Périz de Estella, fue Mazonero Mayor del Reino de Navarra nombrado por el rey Carlos III de Navarra el 15 de junio de 1389 y reafirmado por reina Blanca de Navarra en 1427. Trabajó en los palacios reales de Olite y Tafalla.[27][28]
- Juan Álvarez de Eulate y Ladrón de Cegama (1583-1655) Gobernador de Nuevo México